# Siegfried Weiß (Kunsthistoriker)
Siegfried Weiß (* 1942 in Rybnik, Oberschlesien; † 13. Juni 2020) war ein deutscher Maler, Grafiker, Kunsterzieher und Kunsthistoriker.

## Leben
Siegfried Weiß, Sohn eines Architekten und Baurats, wuchs in Ludwigshafen am Rhein und Büdingen auf, wo er 1961 am Wolfgang-Ernst-Gymnasium das Abitur ablegte. Bis 1969 studierte er Architektur und Städtebau an der TH Darmstadt mit dem Abschluss Diplom und war danach kurzzeitig im Architekturbüro von Alexander von Branca in München angestellt. Dann absolvierte er ein Studium Lehramt Kunst an der Akademie der Bildenden Künste in München (1975/77 1. und 2. Staatsexamen; 1976 Diplom der Akademie bei Rudi Tröger).
Siegfried Weiß war ab 1978 als Kunsterzieher in Teilzeit am Gymnasium Icking, ab 1982 am Maximiliangymnasium in München tätig. Neben der Arbeit als Lehrer setzte er seine künstlerische Arbeit fort und arbeitete darüber hinaus an kunsthistorischen Forschungsprojekten. Daneben studierte er von 1986 bis 1992 Kunstgeschichte, Byzantinische Kunstgeschichte und Slavistik an der Universität München, wo er 1992 bei Hermann Bauer promoviert wurde. Zum Ende des Schuljahres 2006/07 ging er als Gymnasiallehrer in den Ruhestand.

## Künstlerische Arbeit

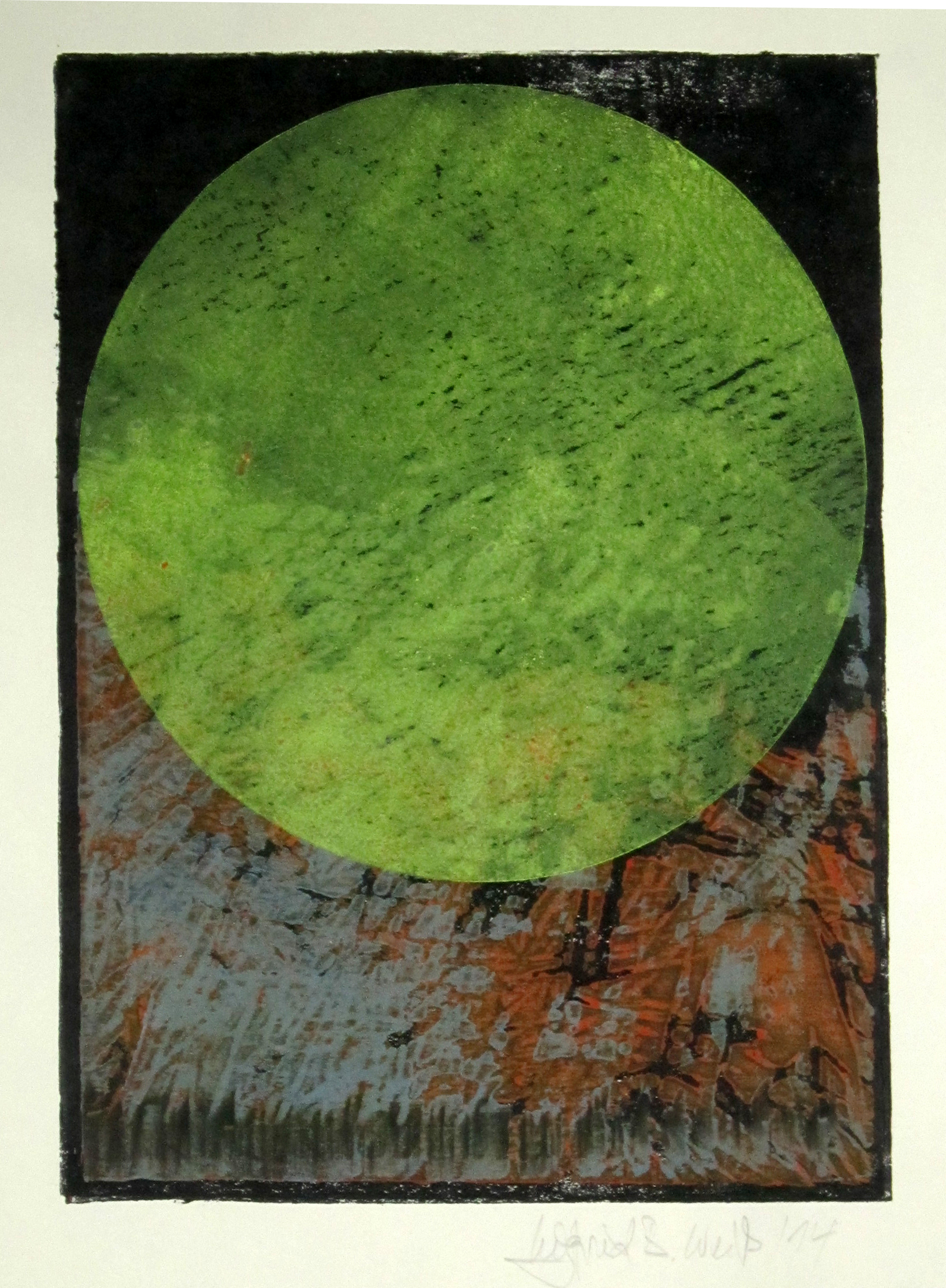
Green Planet, Monotypie 2014

Als freier Maler erarbeitete er unter dem Namen Siegfried Burkhardt Weiß realistische bis gegenstandslose Darstellungen zu unterschiedlichen Themen. Er malte und erstellte experimentelle Druckgrafiken, Collagen, Kleinskulpturen und Fotografien.

### Ausstellungen
Siegfried Burkhardt Weiß hatte neben einigen Beteiligungen an Gruppenausstellungen, darunter an der Großen Kunstausstellung im Haus der Kunst in München (1975, 1976, 1977, 1984, 1985) sowie an der Intergrafik in Berlin/DDR 1984, auch mehrere Einzelausstellungen, unter anderem:
- 1983 in München in der Galerie-Werkstatt im Westend
- 1984 in Melbourne in den Niagara Galleries und in München, Hilton Art Gallery, sowie in Gießen in der Galerie 42
- 1986 in Krakau in der Galerie der Künstler Plastyka
- 1999 in Büdingen

### Werke in öffentlichen Gebäuden
- Muzeum Historyczne Miasta in Krakau, Bildnis Jerzy Panek (1984)
- Städtische Sammlungen in Büdingen, Federzeichnungen
- Muzeum Narodowe in Krakau, Bildnis Jerzy Panek mit Hund Pimbek
- Maximiliansgymnasium in München, Bildnis Werner Heisenberg

## Kunsthistorische Arbeit
Als Kunsthistoriker arbeitete Weiß an Biographien und Werkverzeichnissen bildender Künstler und Künstlerinnen mit Schwerpunkt auf den Mitgliedern der Düsseldorfer Malerschule. Seine Dissertation mit dem Titel Ernst Bosch (1834–1917) und sein Beitrag zur „Erzählenden Malerei“ der Düsseldorfer Malerschule des 19. Jahrhunderts wurde 1992 vorgelegt. 2009 folgte das Buch Preyer, das die Werkverzeichnisse von Johann Wilhelm Preyer (1803–1889) und Emilie Preyer (1849–1930) enthält. Unter anderem arbeitete er an einem Werkverzeichnis der Gemälde und Zeichnungen von Ludwig Knaus (1826–1910).
Er verfasste zahlreiche Katalog- und Lexikoneinträge, Aufsätze zur bildenden Kunst, Buch- und Ausstellungsbesprechungen; von 1996 bis 2005 publizierte er eine Reihe von Aufsätzen, überwiegend zur Münchner und Düsseldorfer Kunst in der Zeitschrift Weltkunst. Er bot Recherchen zu einzelnen Kunstwerken der bildenden Kunst an.
Zudem recherchierte Weiß in den Archiven des Maximiliansgymnasium und verfasste mehrere Biografien von ehemaligen Schülern, die sich zu berühmten Persönlichkeiten entwickelt hatten.

## Veröffentlichungen (Auswahl)
- Ernst Bosch (1834–1917), Leben und Werk. Zur Düsseldorfer Malerei der 2. Hälfte des 19. Jahrhunderts. Dissertation Universität München 1992.
- mit Hans Paffrath (Hrsg.): Johann Wilhelm 1803–1889 und Emilie 1849–1930 Preyer. Mit den Werkverzeichnissen der Gemälde von Johann Wilhelm und Emilie Preyer. Wienand, Köln 2009, ISBN 978-3-86832-003-9
- Berufswunsch „Kunst“. Maler, Grafiker, Bildhauer: Ehemalige Schüler des Münchner Maximiliansgymnasiums der Jahre 1849 bis 1918. Allitera-Verlag, München 2012, ISBN 978-3-86906-475-8.
- Max Clarenbach 1880–1952. Der Maler niederrheinischer Landschaften. Heimat- und Kulturkreis Wittlaer e. V., Düsseldorf 2012.